# Roger Golias
Pour les articles homonymes, voir Golias.
Roger Golias, né le 29 juin 1922 et mort le 23 août 2018, fut un joueur puis un entraîneur de golf. Il  a également rédigé de nombreux écrits sur le golf, que ce soit dans des journaux, magazines spécialisés, ou dans des livres. Il était considéré comme un expert français de l'enseignement du golf.

## Biographie
Issu d'une famille de golfeurs professionnels, Roger Golias, né le 29 juin 1922, commence sa carrière d'enseignant au sortir de la guerre.
« Un père vaut plus qu’une centaine de maîtres d’école ». Roger Golias a eu un père professeur de golf, et des maîtres qui se nommaient Percy Boomer, Henry Cotton, Marcel Philippon, Henri Mourguiart… 

### Origines familiales
Son père, Gustave (1892-1980), fut assistant à La Boulie, d'Arnaud Massy, vainqueur de l’Open britannique en 1907. Professeur au golf de Fourqueux pendant quelques années, il enseigna ensuite à Vittel durant l’été et ceci pendant cinquante ans, et l’hiver au Maroc, où il dessina et réalisa pour le Pacha Thami El Glaoui le parcours du golf de Marrakech,,.
Son oncle René Golias est l’un des rares professionnels français à avoir remporté un open international. Il gagna l’open d’Italie en 1929 et l’open d'Allemagne en 1931. René Golias figure avec Arnaud Massy, Eugène Laffite, Marcel Dallemagne, Auguste Boyer, Firmin Cavalo, Albert Pelissier et Jean Garaïalde dans ce cercle fermé.
Avec un père et un oncle, professionnels de golf, il devient enseignant de ce « noble et ancien jeu ».

### Disciple de Percy Boomer
Passé professionnel en 1946, au lendemain de la guerre, Roger Golias connut comme ses collègues, la grande misère du golf français. En 1948, Roger Golias eu la chance de travailler à Sunningdale en Angleterre avec un Grand Maître du Golf, Mister Percy Boomer. Ce remarquable professeur (il fut enseignant au golf de Saint-Cloud durant trente années), exigeait de ses assistants le choix conscient de leur vocation, qu’ils se perfectionnent soit au jeu, soit à l’enseignement.
Fidèle à cette conception, Roger Golias parcourut par la suite les parcours et les bibliothèques d’Europe à la recherche du passé du golf; non pour ajouter une pierre à son histoire, mais principalement pour pénétrer au travers de la tradition du « noble et ancien jeu » et d’essayer d’en dégager, en suivant son évolution, la quintessence pédagogique.
Ce travail l’a amené à s’intéresser  particulièrement à la technique, à son enseignement, à ses éminents pédagogues et à ses grands champions.
- Plus de mille livres historiques et techniques, constituent sa bibliothèque

Véritable « laboratoire central ». En 1949, Roger participa à quelques championnats en Écosse et en Angleterre et découvrit les grands champions américains, lors de la Ryder Cup à Ganton. Les styles de jeu des Snead, Démaret, furent une énigme pour lui, ainsi que pour les Anglais d’ailleurs. Le swing moderne était né et pratiqué par l’équipe américaine.

### De Morfontaine à Saint-Nom-la-Bretèche
De retour en France, Roger Golias fut nommé assistant de Marcel Philippon à Morfontaine. Pendant dix années, dont l’été, où  il rejoignait son père à Vittel, Roger compléta son « savoir pédagogique ». En 1959, il entre à Saint-Nom-la-Bretèche comme professeur.

#### Entraîneur national
Après les résultats catastrophiques des équipes de France dans les championnats d’Europe juniors jeunes hommes et jeunes filles en 1969, la Fédération française de golf, à l’initiative de Gaëtan Mourgue d’Algue, capitaine des équipes de France, confie à Roger Golias et à Jean Garaïalde l’entraînement des équipes.
Vingt - quatre garçons et dix jeunes filles, dont certains réaliseront par la suite une carrière professionnelle (Darrieumerlou, Patrice Léglise, le regretté Michel Tapia, Anne-Marie Palli…) sont conviés pendant quatre jours à un stage au golf d’Hossegor. C’est le début d’une collaboration fructueuse entre Roger et la Fédération, puisque pendant onze années, sous la responsabilité de Roger, cinq titres de champion d’Europe seront conquis par les équipes de France féminines, composées des Anne-Marie Pali, Corinne Soulès, Marie-Laure de Lorenzi, Laurence Schmidlin, etc. Son rôle d'entraîneur, Roger le définit ainsi : « En dehors des qualités essentielles requises pour ce poste de rigueur et d’organisation, ma politique consistait surtout à comprendre, admettre et s’effacer. »

#### Formateur des enseignants
Devant l’ampleur prise  par ces regroupements de juniors, Roger fit appel, pour le seconder, à Jean-Étienne Laffitte  et à Robert Laurens pour la préparation physique.
Parallèlement à son rôle d’entraîneur, Roger, membre du comité directeur de l’Association des professionnels et des professeurs de golf, s’occupe plus particulièrement de la formation professionnelle. En compagnie de François Saubaber, il fait passer les examens aux futurs professionnels.

#### Créateur des cours collectifs
Époque aussi des « portes ouvertes » dans les golfs français, en collaboration avec Jean Garaialde, Jean Delgado, Bernard Pascassio, Jean-Étienne Laffitte ; des clinics, des compétitions sont organisées dans des golfs de province pour attirer les futurs golfeurs.
En 1971, le regretté président Pierre-Étienne Guyot demande à Roger Golias d’organiser à Bondues, près de Lille, le premier cours collectif scolaire.
Très impressionné par la compétence de Roger Golias en enseignement collectif, Gilbert Trigano fait appel à lui pour organiser l’enseignement pédagogique au Club Méditerranée de Vittel. Une collaboration qui durera sept années. À Vittel, Roger forme de nombreux moniteurs à la pédagogie collective. Les années soixante-dix voient aussi les premières retransmissions golfiques à la télévision et l’ORTF demande à Roger Golias de commenter en compagnie de Raymond Marcillac, puis plus tard de Roger Couderc, le Trophée Lancôme et l’Open de France  Parallèlement à ses activités d’entraîneur des équipes de France, de professeur à Saint-Nom-la-Bretèche, d’organisateur de stages à Vittel, de commentateur TV, de responsabilités à la Fédération française de golf et à l’APGF, Roger Golias garde un intérêt prioritaire sur l’évolution pédagogique en Angleterre et aux États-Unis (rencontre avec John Jacobs, avec Gary Player, Jack Nicklaus, Lee Trevino...).

## Les articles et les livres
Il rédige plus de cent articles techniques pour Tennis et Golf, puis plus tard pour Golf européen. Il écrit une Histoire du golf, Le Code du Golf sur le Parcours avec Simonet, et une histoire de la technique. Également lancé dans l’aventure d’Egérie Golf et de Golf Senior, avec son épouse Léa, magazine pour lesquels Roger Golias assurera les conseils techniques et rédigera des portraits de champions pendant plus de 15 ans et enfin depuis 2008 il suit de près Golf Sensations & le Privilège Tour créés par sa fille Nathalie.

### Pédagogue et Joueur de haut niveau
Mais Roger joue aussi au golf… puisqu’il détient encore le record du parcours de Vittel avec 62 et réalise au cours de sa carrière six trous en un… 

### La Méthode Concrète: la référence de l'enseignement du golf
En 1979, Roger crée la « Méthode Concrète » d’enseignement du golf, qu’il met en application au golf des Arcs en Savoie où il forme pendant 10 ans plus de 50 000 golfeurs, mais aussi à Lacanau, Deauville, Évian et dans ses stages personnalisés tant en France qu’à l’étranger.
À travers ses différents stages, Roger a formé près de 160 000 golfeurs et a donc participé pour beaucoup à l’évolution et à la démocratisation du golf en France.

#### Pionnier, créateur de l’enseignement collectif et des stages en France
Roger Golias a su, grâce à son expérience, à sa connaissance des techniques et à son action, allier la théorie à la pratique et le passé au futur… Professeur dans les golfs les plus fermés et élitistes, comme lors des cours collectifs qu'il crée pour enseigner au plus grande nombre, Roger Golias a transmis sa passion du jeu de golf et des valeurs qu'il requiert à tous ceux qui ont croisé ses parcours.
Toujours d’actualité, la Méthode Concrète est un fondement de l’enseignement golfique sur lequel s’appuient toujours de nombreux pros.
La réédition de cet ouvrage pédagogique était  très attendue, tant par les professionnels que par les amateurs, elle est aujourd'hui disponible en format numérique.

## Titres
- Professeur de golf
- Master Pro PGA France
- Joueur professionnel sur le circuit français et européen
- Entraîneur national de l'équipe de France de 1970 à 1981 (5 victoires en championnats d'Europe)
- Master Pro au golf de Saint-Nom-la-Bretèche de 1959 à 2000 - Créateur des stages de golf en France et des cours collectifs en 1969
- Auteur de la Méthode Concrète de golf qu'il mit en application au Club Méditerranée de 1973 à 1978 puis aux golfs des Arcs, d'Évian de Lacanau et dans ses stages à l'étranger de 1979
- 1997 - Distingué par le PGA européen  du « Five Stars Award » en 1997[PDF][7] pour son enseignement et sa pédagogie alors que sur le podium la même année, Sévériano Balesteros recevait la même distinction pour sa carrière de champion
- Formateur Jeunesse et Sports
- Directeur pédagogique, responsable de l’enseignement aux golfs des Arcs, d’Évian, de Lacanau de 1979 à 1994
- Créateur de la Méthode Concrète
- Membre du comité directeur FFG (Fédération française de golf)
- Président commission enseignement PGA
- Président des seniors PGA
- Membre du jury diplôme d’État depuis l’origine 1963
- Parrain de la promotion 92 école fédérale de Vichy
- Membre d’honneur du Golf de Saint-Nom-la-Bretèche
- Président d’honneur PGA

## Écrits
Journaliste Tennis & Golf 1948 à 1971 - Journaliste Golf européen 1971 à 1993 - Post face du livre de Ben Hogan 1960 - Le code du golf sur le parcours 1969  - Guide pour les débutants 1970  - Code du golf sur le parcours - La méthode concrète  - Technicien historique aux Magazines : GOLF SENIOR, SUD GOLF, GOLF GESTION - Télévision de 1970 à 1975 (premier reportage des Opens de Golf)